# Les Adieux (roman)
Pour les articles homonymes, voir Les Adieux.
Les Adieux est un roman de François-Régis Bastide publié le 21 septembre 1956 aux éditions Gallimard et ayant reçu la même année le prix Femina.

## Éditions
- Les Adieux, éditions Gallimard, 1956.
- Les Adieux, ill. Willi Glasauer, éditions Gallimard, « Folio » no 1221, 1980.  (ISBN 2070204731).